# سرود نیبلونگ‌ها

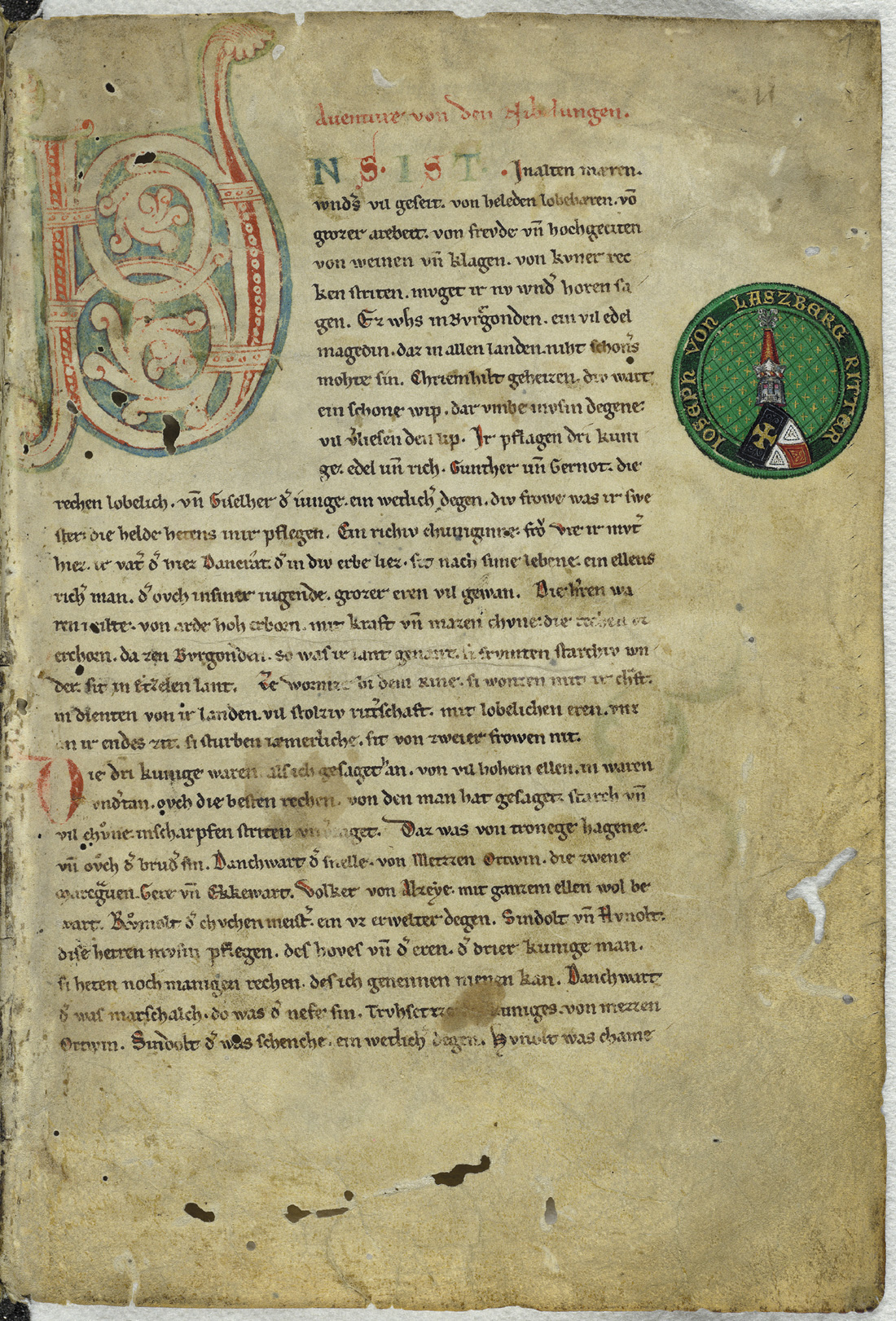
دست‌نوشته‌ای از سرود نیبلونگ‌ها.

سرود نیبلونگ‌ها (به آلمانی: Nibelungenlied) کتابی است حماسی به زبان آلمانی میانه. موضوع این پهلوان‌نامه در مورد فردی اژدهاکش به نام زیگفرید در دربار بورگوندیها، چگونگی کشته شدن او و کین‌خواهی زن وی به نام کریم‌هیلد است.
سرود نیبلونگ‌ها بر پایهٔ نقش مایه‌های پهلوانی ژرمنی پیش از مسیحیت سروده شده و با رویدادها و سنت‌های شفاهی سده‌های پنجم و ششم میلادی پیوند دارد.
نمونه‌های این داستان در نگارش‌هایی به زبان نروژی باستان نیز در دست است. این نگارش‌ها عبارتند از: ولسونگا ساگا، ادای منثور، ادای شاعرانه، افسانهٔ ورنا-گست و داستان تیدرک.
نیبلونگ‌ها در افسانه‌های ژرمنی، نژادی از موجودات بسیار کوتاه‌قامت (کوتوله) هستند که در جهان زیرین، به نام «سرزمین مه» سکونت دارند و به سبب نام شاهشان که «نیبلونگ» است، به این نام خوانده شده‌اند و گنجی بزرگ در زیر زمین دارند. زیگفرید پس از کشتن شاه آن‌ها و پیروزی بر کوتوله‌ای به نام آلبریش، گنج را به چنگ می‌آورد. پس از آن گنج‌داران، یعنی نخست زیگفرید و جنگاورانش و سپس بورگوندها نام نیبلونگ‌ها را برای خود برمی‌گزینند.